# Melanthiosz (tragédiaköltő)
Melanthiosz (Kr. e. 5. század) görög tragédiaköltő
Philoklész fia, Szophoklész és Arisztophanész kortársa volt. Egyetlen, mára elveszett tragédiát írt „Médea” címmel. Több komédiaköltő is gúny tárgyává tette darabjaiban.